# Wild Rovers
Wild Rovers (Brasil: Os dois indomáveis / Portugal: Vagabundos selvagens) é um filme estadunidense de 1971, do gênero faroeste, dirigido por Blake Edwards.

## Sinopse
Dois cowboys, Ross Bodine e Frank Post, são amigos que trabalham no rancho R-Bar-R, de Walter Buckmman. Bodine é um veterano que está a ficar muito velho para ser vaqueiro, já Post é jovem e ambicioso e espera da vida algo mais do que criar gado.
Quando um vaqueiro morre num acidente no curral, Ross e Frank recebem de Walter a tarefa de levar o corpo da vítima até à cidade mais próxima. Durante o trajecto Post sugere que a melhor maneira deles melhorarem a sua vida é roubar um banco. Após negar, Bodine concorda com o plano e os dois roubam o banco local.
Eles conseguem fugir com o dinheiro, mas isto provoca a ira de Walter e os seus dois filhos, John e Paul, que se sentem traídos, pois consideravam Bodine e Post homens de confiança.
Assim John e Paul recebem a missão de capturar ou matar Ross e Frank.

## Elenco
- William Holden.... Ross Bodine
- Ryan O'Neal.... Frank Post
- Karl Malden.... Walter Buckman
- Lynn Carlin.... Sada Billings
- Tom Skerritt.... John Buckman
- Joe Don Baker.... Paul Buckman
- James Olson.... Joe Billings
- Leora Dana.... Nell Buckman
- Moses Gunn.... Ben
- Victor French.... xerife Bill Jackson
- Rachel Roberts.... Maybell
- Sam Gilman.... Sam Hansen
- Charles Gray.... Savage
- Jack Garner.... capitão Swilling
- Mary Jackson.... mãe de Sada